# Kristian Pedersen Tønder
Kristian Pedersen Tønder (født 9. november 1860 i Nesna, død 9. marts 1934) var en norsk politiker, teolog og redaktør.
Tønder var i flere perioder, 1915 til sin død, indvalgt i det norske storting, hvor han blandt andet var massiv fortaler mod alkoholmisbrug og i denne sammenhæng ordfører for arbejderpartiets afholdsbevægelse.
Tønder grundlagde dagbladet Folkevilje, og var bladets første redaktør.

## Ekstern henvisning
- Kristian Pedersen Tønder, MSD, PoiSys biografi  Arkiveret 27. maj 2011 hos  Wayback Machine